# 温海郵便局
温海郵便局（あつみゆうびんきょく）は山形県鶴岡市にある郵便局。民営化前の分類では集配特定郵便局であった。
郵便区番号「999-71」「999-72」及び「999-73」の配達を受け持つ。

## 概要
住所：〒999-7299 山形県鶴岡市温海温海449-4

## 郵便区内の無集配郵便局
- 鼠ヶ関郵便局：〒999-7126　山形県鶴岡市鼠ケ関乙121-13
  -  大岩川郵便局：〒999-7123　山形県鶴岡市大岩川沢山745-7
  -  小名部郵便局：〒999-7125　山形県鶴岡市小名部甲52-2
  -  小岩川簡易郵便局：〒999-7122　山形県鶴岡市小岩川163-1
  -  早田簡易郵便局：〒999-7121　山形県鶴岡市早田丙66
- 温海温泉郵便局：〒999-7204　山形県鶴岡市湯温海甲140
- 山戸郵便局：〒999-7201　山形県鶴岡市山五十川丙134-2
- 五十川簡易郵便局：〒999-7207　山形県鶴岡市五十川山ノ脇271-5
- 木野俣郵便局：〒999-7313　山形県鶴岡市木野俣甲98-4
  -  温海川簡易郵便局：〒999-7312　山形県鶴岡市温海川戊7
  -  越沢簡易郵便局：〒999-7314　山形県鶴岡市越沢乙115
  -  西田川小国簡易郵便局：〒999-7316　山形県鶴岡市小国乙43

## 沿革
- 1874年（明治7年） - 温海郵便取扱所として開局[2]。
- 1875年（明治8年）1月1日 - 五等郵便局の温海郵便局となる[2]。
- 1881年（明治14年）7月 - 四等郵便局となる[2]。
- 1885年（明治18年）5月1日 - 貯金預所開設[3]。
- 1886年（明治19年）
  - 4月16日 - 郵便為替事務開始[4]。
  - 4月26日 - 三等郵便局となる[5]。
- 1893年（明治26年）5月1日 - 大字温海戌6に移転[6]。
- 1896年（明治29年）7月1日 - 小包郵便取扱開始[7]。
- 1897年（明治30年）
  - 1月1日 - 三等郵便電信局とし、温海郵便電信局に改称[8]。
  - 1月16日 - 電信為替事務開始[9]。
- 1901年（明治34年）3月1日 - 集配区内に湯温海郵便受取所設置、郵便貯金事務取扱[10]。
- 1903年（明治36年）
  - 4月1日 - 通信官署官制の施行に伴い温海郵便局（三等）となる[11]。
  - 11月1日 - 湯温海郵便受取所が湯温海郵便電信受取所に改定[12]。
- 1905年（明治38年）4月1日 - 湯温海郵便電信受取所を湯温海郵便局（三等、無集配）に改定[13]。
- 1909年（明治42年）3月26日 - 湯温海郵便局にて電報配達事務開始[14]。
- 1910年（明治43年）12月11日 - 電話通話事務開始[15]。
- 1923年（大正12年）
  - 3月18日 - 陸羽西線（現羽越本線）三瀬-温海間開通に伴い鉄道郵便線路開通、その受渡局となる[16]。
  - 12月11日 - 湯温海郵便局が温海温泉郵便局に改称[17]。
- 1925年（大正14年）
  - 7月21日 - 温海温泉郵便局にて特設電話加入申請受理開始[18]。
  - 12月26日 - 温海温泉郵便局にて電話交換業務開始、併せて託送電報も取扱う[19]。
- 1936年（昭和11年）10月10日 - 電話事務廃止、温海温泉郵便局が継承[20]。
- 1939年（昭和14年）6月1日 - 郵便区内に田川鑛山郵便局（三等、無集配）開局[21]。
- 1940年（昭和15年）11月1日 - 田川鑛山郵便局にて電報配達事務及び電話呼出事務業務開始[22][23]。
- 1949年（昭和24年）6月1日 - 温海温泉郵便局が新局舎にて業務開始[24]。
- 1952年（昭和27年）2月1日 - 温海温泉電報電話局設置に伴い、温海温泉郵便局の電気通信業務を廃止し移管[25]。
- 1956年（昭和31年）9月1日 - 温海温泉郵便局にて電話通話および和文電報受付事務開始[26]。
- 1962年（昭和37年）2月5日 - 田川鉱山郵便局が五十川郵便局に改称[27]。
- 1964年（昭和39年）8月31日 - 現在地へ移転[6]。
- 1967年（昭和42年）3月26日 - 和文電報配達業務廃止、温海電報電話局に移管[28]。
- 1977年（昭和52年）5月25日 - 五十川郵便局にて電話交換業務廃止、温海電報電話局に移管[29]。
- 1982年（昭和57年）11月23日 - 風景入通信日附印使用開始[30]。
- 1984年（昭和59年）2月1日 - 鉄道郵便受渡廃止[31]。
- 1992年（平成4年）
  - 3月31日 - 五十川郵便局廃止、温海郵便局が事務継承[32]。
  - 4月1日 - 郵便区内に五十川簡易郵便局開局[33]。
- 2007年（平成19年）3月5日 - 木野俣郵便局の集配業務廃止に伴い、その業務を継承。
- 2018年（平成30年）3月5日 - 鼠ヶ関郵便局の集配業務廃止に伴い、その業務を継承。

## 取扱内容
- 郵便、印紙、ゆうパック、内容証明
- 貯金、為替、振替、振込、国際送金、国債
- 生命保険、バイク自賠責保険
- ゆうちょ銀行ATM
- 鶴岡市旧温海町内全域の集配業務

## 周辺
- あつみ温泉駅
- きらやか銀行温海駅前支店